# نوجنت-سور-سن
نوجنت-سور-سن (انگلیسی: Nogent-sur-Seine) یک کمون در اوب، شمال مرکزی فرانسه است.